# 道路工事

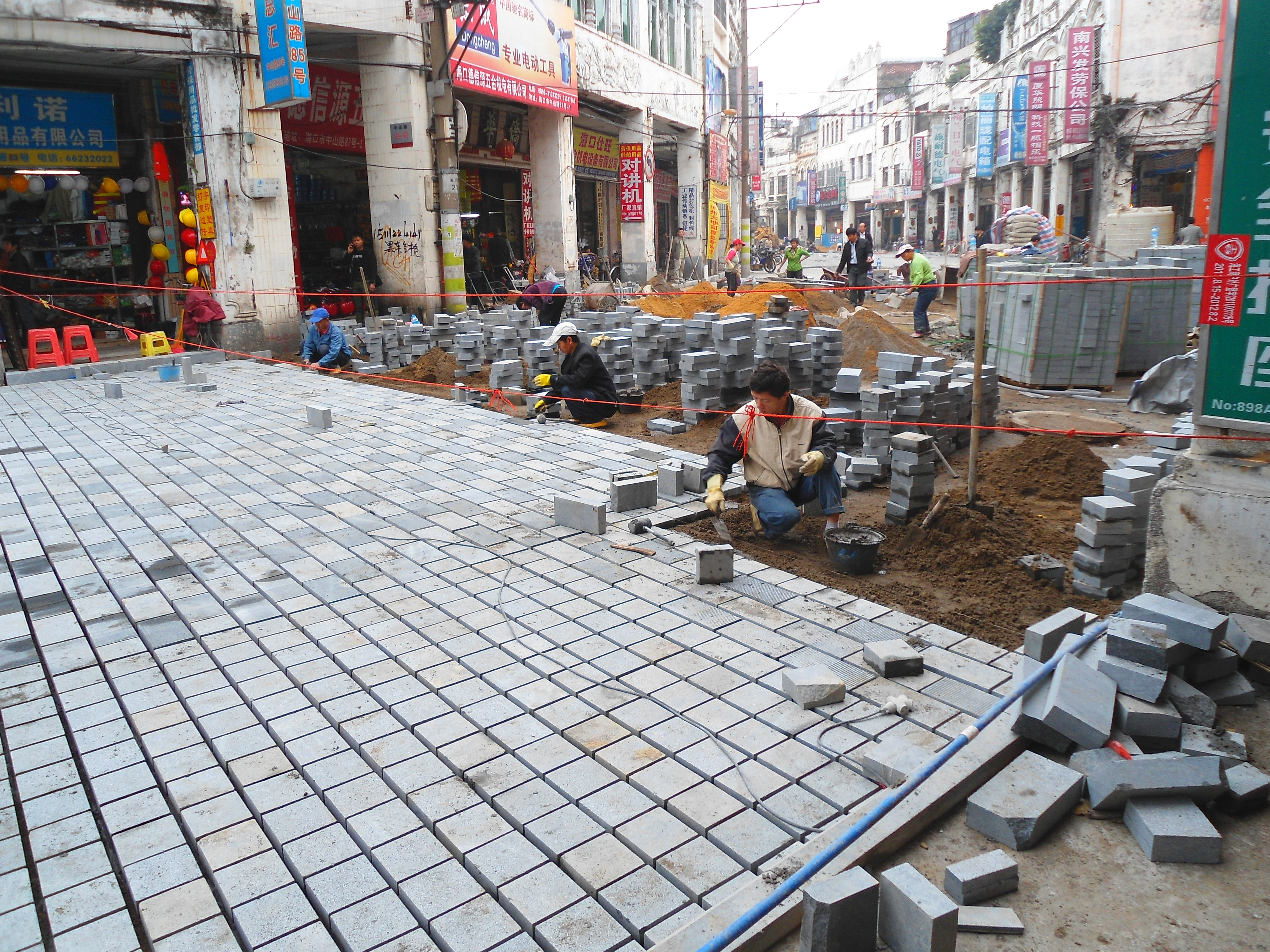
中国・海南省海口市の博愛路エリアの旧道をセメントの石畳に置き換える工事

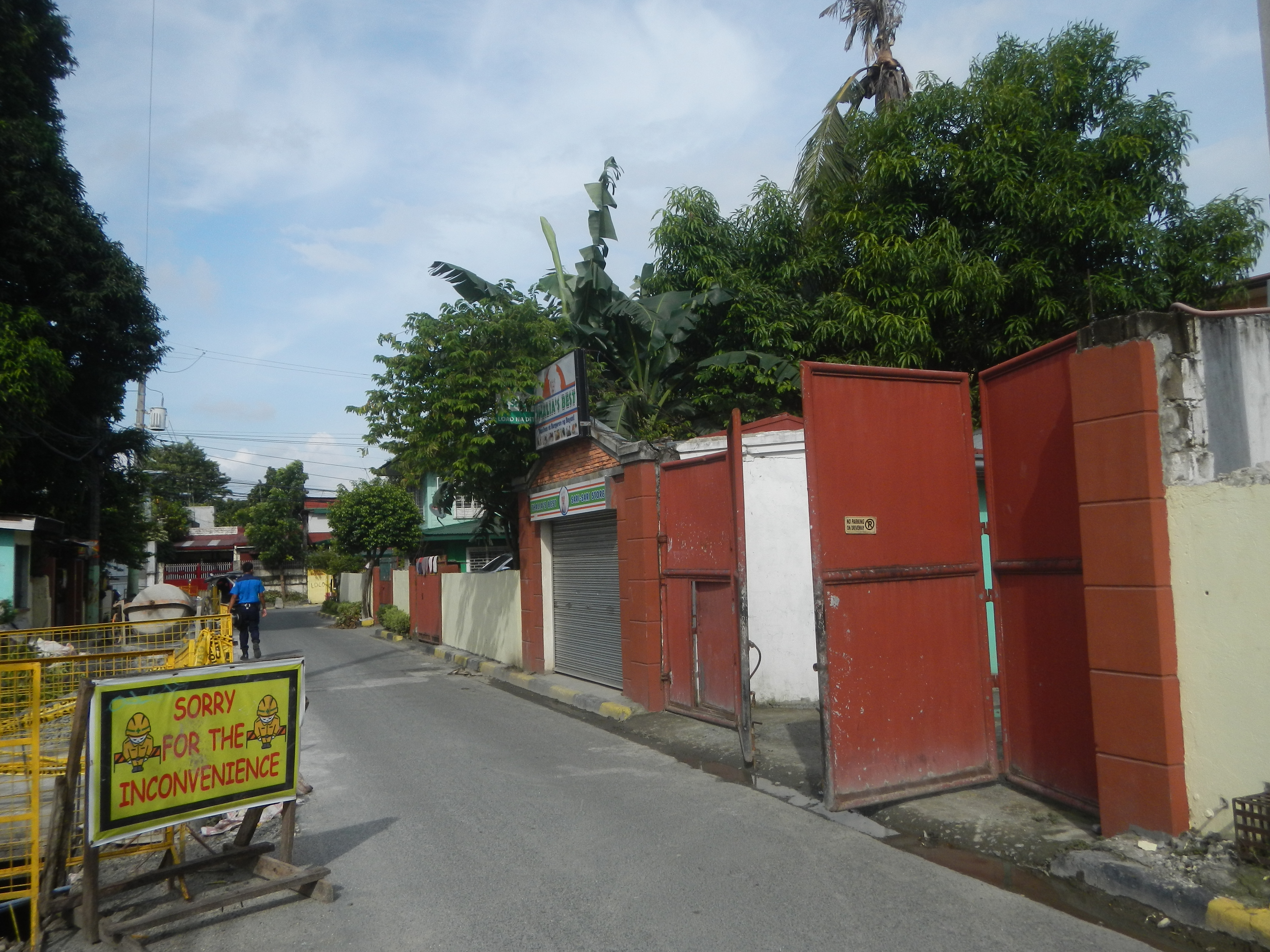
フィリピン、メトロマニラ、パテロスのパテロス交通監視員および道路工事の道路閉鎖工事

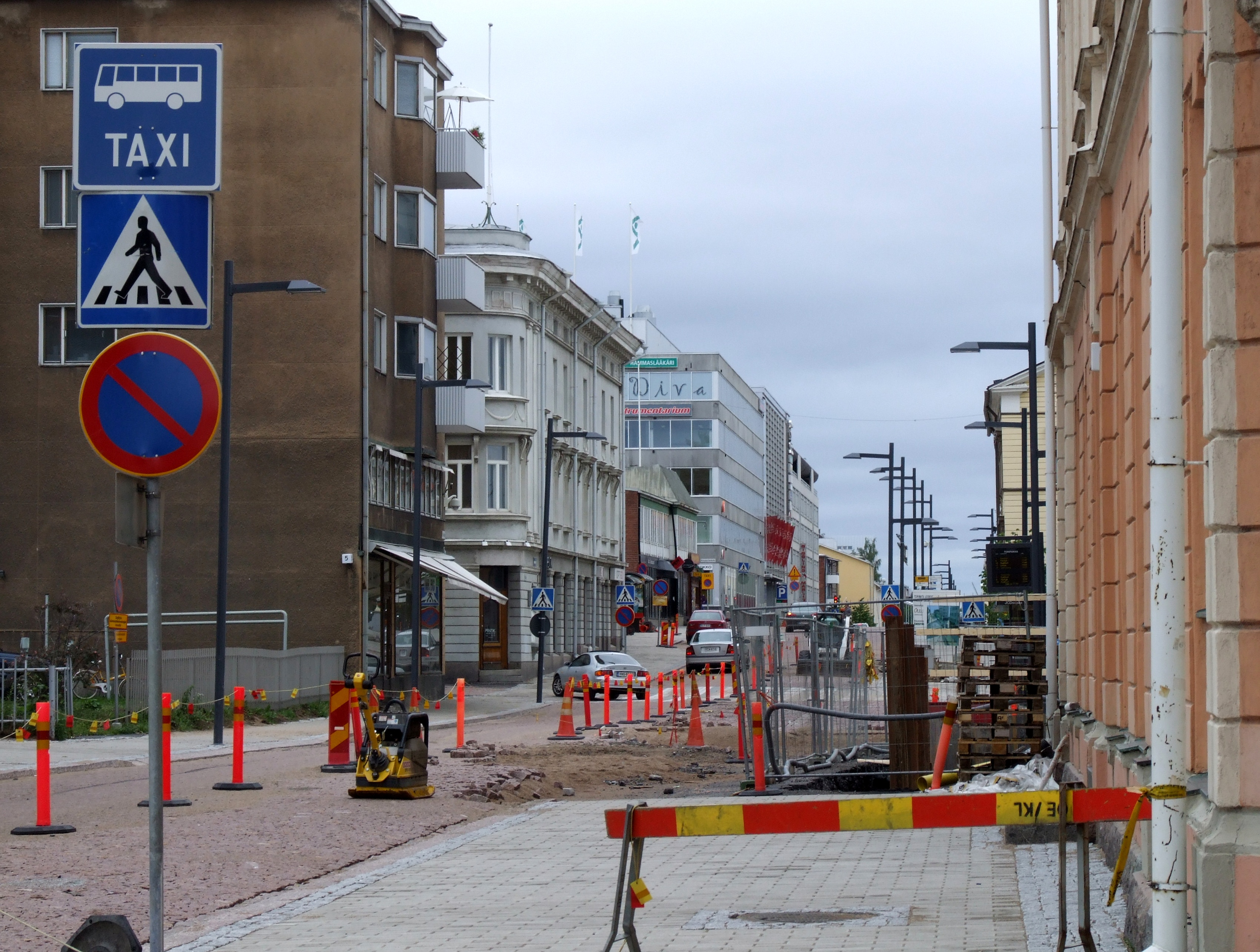
フィンランド・オウルのTorikatu通りでの道路工事

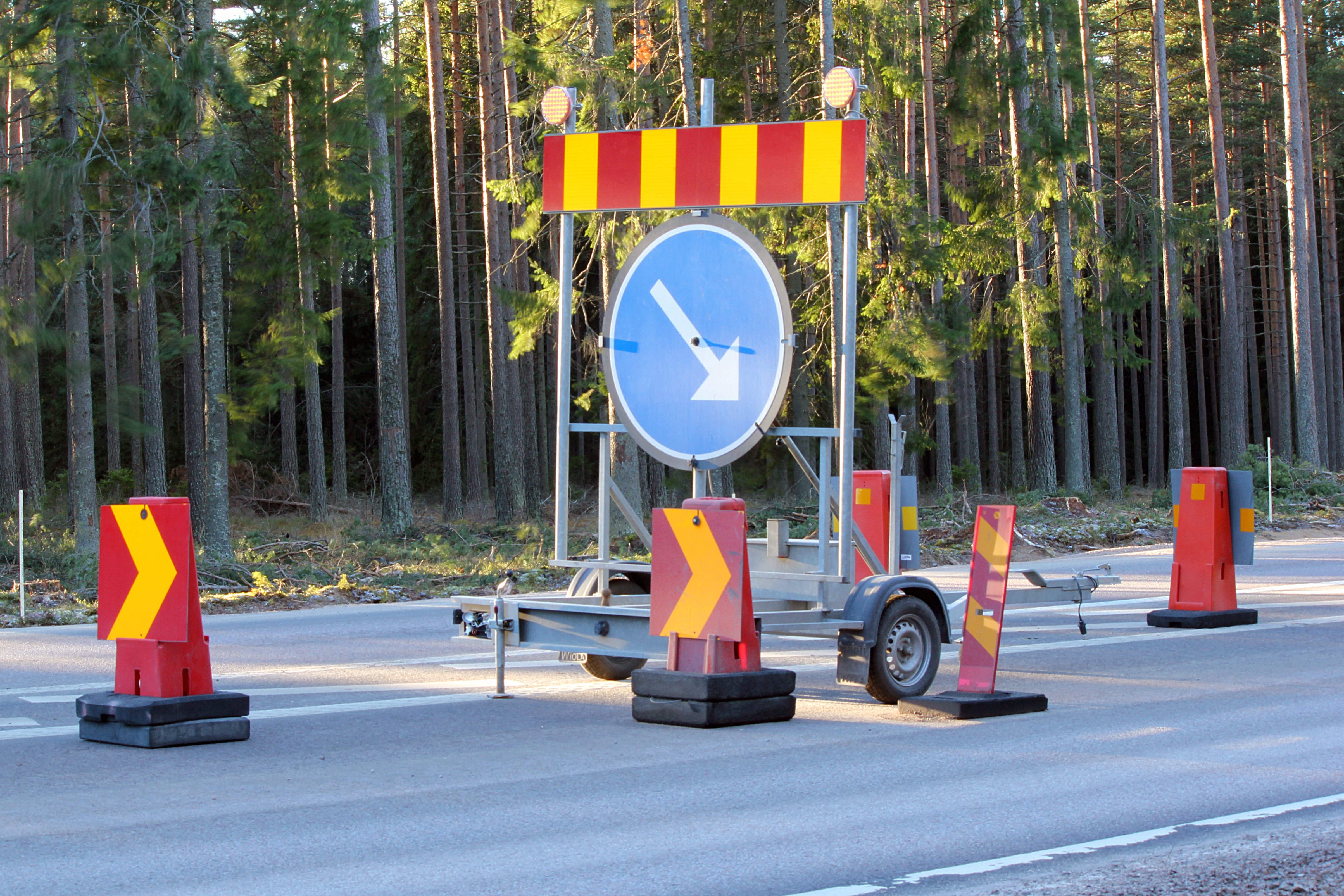

道路工事 (どうろこうじ、英：Roadworks　米ではroad work もしくは road construction) は、道路の新設、道路改良や維持修繕を含めた建設工事。
路上工事のひとつともされる。他は道路埋設物を建設・補修・更新するための占用工事と、個人法人等が当該道路管理者の承認を得る必要がある工事を行う承認工事とがある。
多くの場合、路面の補修・修理の場合に発生する（道路補修工事）。道路の一部（とある箇所）で生じるのであるが、稀に道路全体が道路に関する工事作業のために占有されなければならない場合もある。
米国では、道路工事はユーティリティ工事（供給設備の工事）や電線・電柱などの設置工事など、走行路（幹線道路）に近接して行われるすべての工事作業を意味することもある。また一般的には、ワークゾーン（work zone）という用語で呼ばれる。
この他大きな交通事故が発生し、事故により道路に散らばる破片を取り除く必要があるなどの場合にも、道路工事として行われる。

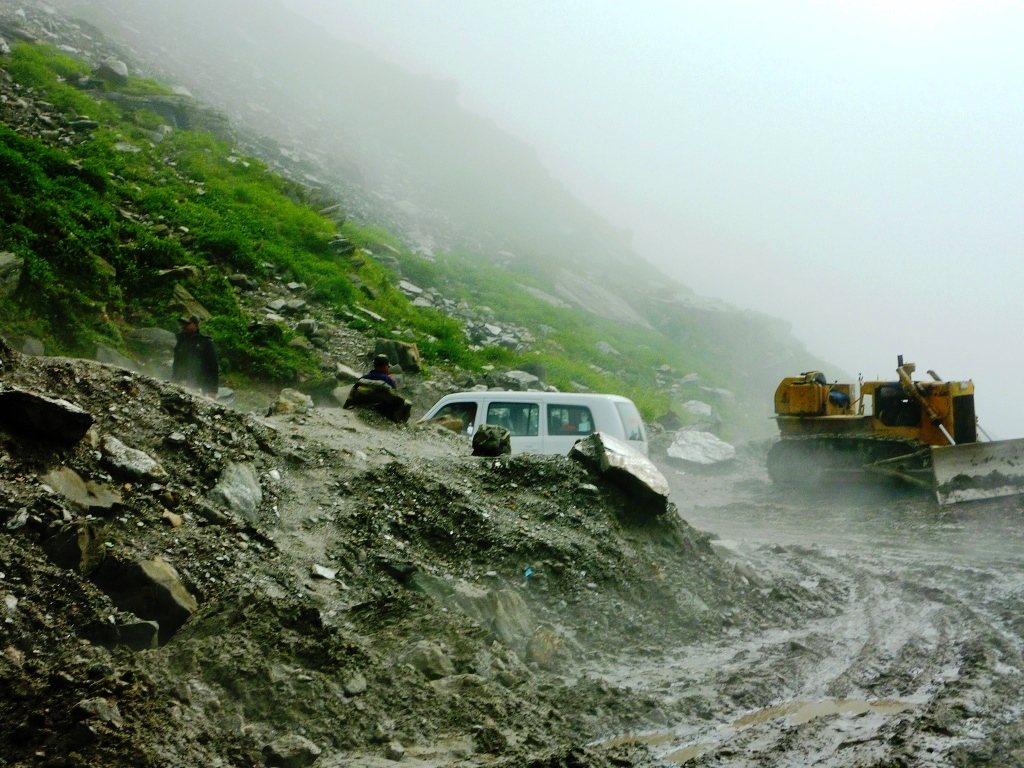
インド、ヒマーチャル・プラデーシュ州マナリ付近の高速道路の修理工事

道路工事では交通規制が伴うが、工事中であることの表記を警告する装置で代表的なものは、仮設標識、トラフィックコーン、遮断板、Tトップボラード、その他の警告装置である。道路工事における一時的な交通規制については、各国で様々な基準が設けられている。
道路工事は渋滞、交通の混乱を最小限に抑えるため、夜間に実施されることが多い。
工事の状況や将来の工事についてお知らせする正確な道路工事情報サイト（交通情報）は、英国では、Roadworks.orgというウェブサイトがELGINによって運営されており、道路工事の調整と報告を目的とした全国的かつライブのデータセットを提供することを目的としている。これには、イギリスの地方自治体（Local Authorities）やHighways Agencyのような国家機関が提供する道路工事情報が含まれている。
こうした情報は日本では、道路管理者（国道、高速道路、自治体など）各自が道路情報提供システムを運営し提供している。

## 工事標識
通常、道路工事の標識は、統一交通制御装置マニュアルMUTCD (Manual_on_Uniform_Traffic_Control_Devices) の影響を受けるほとんどの国ならばオレンジ色のダイヤモンドで表示される。
1948年の「Manual of Uniform Traffic Control Devices」では、道路工事を示すためにMEN WORKINGという凡例を規定している。ヨーロッパのほとんどの国では、道路工事の標識には赤枠の三角形の標識が使用されている。
米国では現在アメリカ連邦道路局と道路標識及び信号に関するウィーン条約により、「MEN WORKING」の凡例の使用が禁止され、それぞれ「ROAD WORK」の凡例と道路工事のシンボルマーク（一般的に性別に関係ないシルエットを使用）に置き換えられている。
1968年の「道路標識及び信号に関するウィーン条約」では、国連に準拠した標識はより多くのピクトグラムを使用しなければならないため、禁止されている道路工事予告標識の標語が、2009年のMUTCDによって許可されている。
日本では各道路管理者（国や自治体など）ごとに、道路工事現場における保安施設等の設置基準が設けられている。

ドイツの道路工事の標識。他のヨーロッパ諸国でも、類似の標識が使用されている。

## 車線
国によっては、道路工事のために車線を変更しなければならない場合、新しい車線（または暫定車線）は別の色で表示され、前の車線より優先されることがある。ドイツ、ポーランド、その他多くのヨーロッパ諸国では黄色であり、スイスとアイルランドではオレンジ色である。

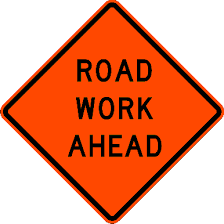
ここに示す標語は、1968年の道路標識及び信号に関するウィーン条約では禁止されているが、2009年の統一交通制御装置マニュアルでは認められている